# Fibrado

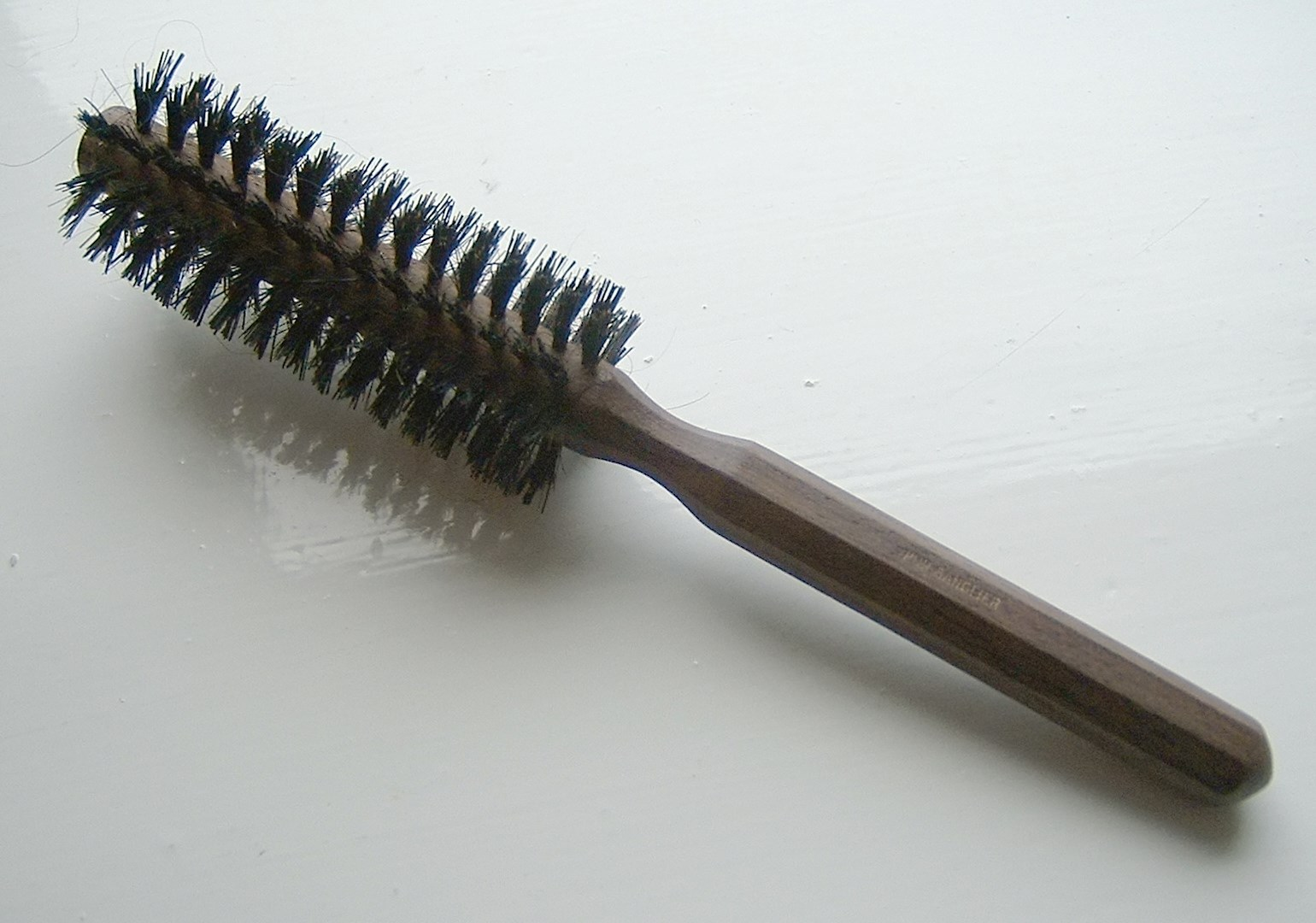
Un cepillo cilíndrico puede dar una idea intuitiva de un fibrado vectorial. El cepillo es como un fibrado vectorial en que el espacio base es el cilindro donde están clavadas las fibras, mientras que las fibras cerdas son segmentos interpretables como la fibra matemática unida a cada punto. La aplicación π:E→B tomaría un punto situado bajo una cerda y aplicaría toda la fibra en la raíz de dicha cerda ubicada sobre el cilindro.

En topología, un fibrado (o haz fibrado) es una función continua suprayectiva π, de un espacio topológico E en otro espacio topológico B, satisfaciendo otra condición que lo hace de una forma particularmente simple localmente. Introduciendo otro espacio topológico F, utilizamos la función de proyección de B × F → B como modelo. Por ejemplo en el caso de un fibrado vectorial, F es un espacio vectorial. 

## Definición
Un fibrado consiste en una cuaterna {\displaystyle (E,B,\pi ,F)\,}, donde {\displaystyle E\,}, {\displaystyle B\,} y {\displaystyle F\,} son espacios topológicos y {\displaystyle \pi :E\longrightarrow B} es una aplicación continua y sobreyectiva, de manera que para cualquier {\displaystyle x\in B} existe un entorno {\displaystyle U\,} de {\displaystyle x} en {\displaystyle B\,}, y un homeomorfismo {\displaystyle \phi :\pi ^{-1}(U)\longrightarrow U\times F\,} tal que {\displaystyle \pi ={\mbox{proj}}_{1}\circ \phi \,}, con {\displaystyle {\mbox{proj}}_{1}:U\times F\longrightarrow U}, {\displaystyle {\mbox{proj}}_{1}(x,y)=x\,}. Equivalentemente, para todo punto de B existe un entorno {\displaystyle U} y un homeomorfismo {\displaystyle \phi } tal que el siguiente diagrama conmuta:
La aplicación {\displaystyle \pi } es abierta por ser una proyección en un producto cartesiano y B tiene la topología cociente. El espacio {\displaystyle B\,} se llama el espacio de base del fibrado, {\displaystyle E\,} el espacio total, para cualquier {\displaystyle x\in B\,}, {\displaystyle \pi ^{-1}(x)\,} se llama la fibra en {\displaystyle x\,} y la función {\displaystyle {\mbox{proj}}_{1}\,} se llama la proyección. Se denota {\displaystyle E|_{U}=\pi ^{-1}(U)} y se dice que {\displaystyle \pi } es localmente trivial y el par {\displaystyle (U,\phi )} es una trivialización local. Es habitual escribir {\displaystyle E} en vez de {\displaystyle (E,B,\pi ,F)} si {\displaystyle B,\pi } y {\displaystyle F} se pueden entender por contexto y decir que E es un fibrado sobre B.

## Ejemplos
El primer ejemplo es el fibrado producto o fibrado trivial dado por {\displaystyle (B\times F,B,{\mbox{proj}}_{1},F)}.
Un ejemplo de fibrado no (globalmente) trivial es la Banda de Möbius como espacio total E, base {\displaystyle B\cong S^{1}} un círculo y fibra F=(0,1) un segmento de línea. La rotación de los segmentos F a lo largo de la cinta es apreciable sólo globalmente ya que localmente la estructura de la banda es homeomorfa a un producto {\displaystyle U\times (0,1)}. Una descripción analítica explícita es
{\displaystyle E={\frac {\{(x,y)\in \mathbb {R} \times (0,1)\}}{(x,y)\sim (x+1,1-y)}},\quad B\cong S^{1}={\frac {x\in \mathbb {R} }{x\sim x+1}}}
y la aplicación {\displaystyle \pi } es la proyección en la primera coordenada.
Un fibrado vectorial {\displaystyle (E,B,\pi ,F)} es en particular un fibrado. El fibrado vectorial se llama real o complejo si la fibra F es un espacio vectorial real o complejo respectivamente. El fibrado tangente y el fibrado cotangente son ejemplos de fibrados vectoriales.
Un espacio recubridor o cubierta es un fibrado, aquí la F es un conjunto discreto.
Existen en la literatura una amplia cantidad de ejemplos con variedades específicas o fibras prescritas. Un par de ejemplos recurrentes en topología algebraica son la fibración de Hopf de {\displaystyle S^{2n+1}} sobre {\displaystyle \mathbb {C} \mathbb {P} ^{n}} con fibra {\displaystyle S^{1}} y la fibración del espacio de caminos de un espacio topológico con punto base {\displaystyle (X,x_{0})}, {\displaystyle {\mathcal {P}}(X)\longrightarrow X} con fibra isomorfa al espacio de lazos {\displaystyle \Omega (X)} de {\displaystyle X}.

## Morfismos
Un morfismo entre dos fibrados {\displaystyle (E',B',\pi ',F')} y {\displaystyle (E,B,\pi ,F)} consiste en un par de aplicaciones continuas {\displaystyle (f,{\widetilde {f}})}, {\displaystyle f:B'\longrightarrow B} y {\displaystyle {\widetilde {f}}:E'\longrightarrow E}, tales que {\displaystyle {\widetilde {f}}\circ \pi =\pi 'f}. Nótese que la aplicación {\displaystyle {\widetilde {f}}} determina la aplicación {\displaystyle f}. Para cada punto {\displaystyle x'\in B'} se induce una aplicación {\displaystyle {\widetilde {f}}_{x}:E'_{x'}\longrightarrow E_{f(x')}}.
Los morfismos entre fibrados se puede componer mediante {\displaystyle (f,{\widetilde {f}})\circ (g,{\widetilde {g}}):=(f\circ g,{\widetilde {f}}\circ {\widetilde {f}})}. En particular tenemos la noción de isomorfismo de fibrados: un morfismo {\displaystyle (f,{\widetilde {f}})} entre dos fibrados {\displaystyle (E',B',\pi ',F')} y {\displaystyle (E,B,\pi ,F)} es un isomorfismo si existe un morfismo {\displaystyle (g,{\widetilde {g}})} entre {\displaystyle (E,B,\pi ,F)} y {\displaystyle (E',B',\pi ',F')} tal que {\displaystyle f\circ g=Id_{B},g\circ f=Id_{B'}} y {\displaystyle {\widetilde {f}}\circ {\widetilde {g}}=Id_{E},{\widetilde {g}}\circ {\widetilde {f}}=Id_{E'}}. Observemos que una condición necesaria para que los fibrados sean isomorfos es que las fibras sean isomorfas.
Un morfismo vertical en un fibrado {\displaystyle (E,B,\pi ,F)} es un morfismo {\displaystyle (f,{\widetilde {f}})} con {\displaystyle f=Id_{B}}. Un primer paso en la clasificación de fibrados es fijar el espacio base B y clasificar los fibrados con base B salvo isomorfismo.

## Operaciones
En esta sección introducimos posibles operaciones en la categoría de fibrados en espacios topológicos. Para fibrados particulares es posible desarrollar operaciones específicas, por ejemplo las operaciones de álgebra lineal como el espacio dual, el determinante, el producto tensorial y el producto exterior extienden a las correspondientes nociones para fibrados vectoriales. Las operaciones aquí descritas son generales.
El pull-back de fibrados es una de las operaciones de cambio de base. Sea {\displaystyle (E,B,\pi ,F)} un fibrado y {\displaystyle f:B'\longrightarrow B} una aplicación continua. El fibrado pull-back de E a través de f tiene por espacio total
{\displaystyle f^{*}E:=\{(x',e)\in B'\times E|f(x)=\pi (e)\}}
con aplicación proyección {\displaystyle \pi ':f^{*}E\longrightarrow B'}, {\displaystyle \pi '(x',e)=x'}. Entonces es sencillo demostrar que {\displaystyle (f^{*}E,B',\pi ',F)} es un fibrado. Nótese que las fibras de {\displaystyle E} y {\displaystyle f^{*}E} son isomorfas y que existe un morfismo natural de {\displaystyle f^{*}E} y {\displaystyle E}.
Esta operación es functorial contravariante con respecto a la composición de morfismos, es decir, {\displaystyle f^{*}(g^{*}E)=(g\circ f)^{*}E} y {\displaystyle id^{*}E=E}. El fibrado pull-back depende en general de E y de la aplicación f pero si E es un fibrado trivial {\displaystyle f^{*}E} también.
La restricción de fibrados. Sea {\displaystyle A\subset B} un subespacio, {\displaystyle i:A\longrightarrow B} la inclusión y E un fibrado sobre B. El fibrado restricción de E al subespacio A es el fibrado {\displaystyle i^{*}E}.
El producto (cartesiano) de dos fibrados {\displaystyle (E,B,\pi ,F)} y {\displaystyle (E',B',\pi ',F')} es el fibrado {\displaystyle (E\times E',B\times B',\pi \times \pi ',F\times F')}.
Si E y E' son fibrados sobre la misma base B, el producto fibrado sobre B se define como
{\displaystyle E\times _{B}E':=\{(e,e')\in E\times E'|\pi (e)=\pi '(e')\}\longrightarrow B.}
Las fibras son por tanto isomorfas a {\displaystyle F\times F'}. Nótese que el fibrado {\displaystyle E\times _{B}E'} no es más que la restricción del fibrado producto cartesiano a la diagonal {\displaystyle \Delta _{B}\subset B\times B} con la identificación {\displaystyle \Delta _{B}\cong B}.

## Propiedades homotópicas
En esta sección se mencionan propiedades de los fibrados en relación con las homotopías. Las demostraciones son ejercicios y se pueden encontrar en cualquier texto de referencia.
El resultado fundamental para entender el comportamiento de los fibrados por homotopía es el siguiente: Sea {\displaystyle E\longrightarrow B\times [0,1]} un fibrado y {\displaystyle \pi _{1}:B\times [0,1]\longrightarrow B} la proyección al primer factor, entonces {\displaystyle E\cong \pi _{1}^{*}\left(E|_{B\times \{0\}}\right)}. En particular {\displaystyle E|_{B\times \{t\}}\cong \left(E|_{B\times \{0\}}\times [0,1]\right)|_{B\times \{t\}}\cong E|_{B\times \{0\}}\times \{t\}\cong E|_{B\times \{0\}}}.
Del enunciado anterior se siguen dos corolarios:
(1) Sean {\displaystyle f\simeq g:B'\longrightarrow B} aplicaciones continuas y homotópicas y E un fibrado sobre B. Entonces {\displaystyle f^{*}E\cong g^{*}E.}
(2) Sea {\displaystyle r:B\longrightarrow A\subset B} un retracto de deformación y E un fibrado sobre B. Entonces, {\displaystyle E|_{B}\cong r^{*}(E|_{A}).}
Se deduce del segundo resultado que si el espacio base B es contráctil cualquier fibrado {\displaystyle (E,B,\pi ,F)} es isomorfo al fibrado trivial {\displaystyle E\cong B\times F}.

## Secciones
Una sección de un fibrado es una función continua, f: B → E tal que π(f(x))=x, para x en B. En general un fibrado no tiene secciones, uno de los propósitos de la teoría es explicar la existencia de estas así como su cuantificación. Nótese que los fibrados vectoriales siempre tienen una sección, la sección cero.
La obstrucción a la existencia de una sección se puede codificar en elementos de una teoría de cohomología de la base; en el caso de que el espacio base sea un CW-complejo, hallar obstrucciones en la cohomología celular conduce a la teoría de las clases características en topología algebraica. Una aplicación sencilla de esta teoría es demostrar que las esferas de dimensión par no tienen campos tangentes no nulos, luego no son paralelizables.

## Grupo estructural
Existe, a veces, un grupo topológico G de transformaciones de E, tal que si ρ denota la acción, π(ρ(g)[e])= π(e) para g en G y e en E. La condición indica que cada G-órbita reside dentro de una sola fibra. En ese caso, G se llama grupo estructural del fibrado. Para calificar como G-fibrado, las condiciones que emparejan entre las vecindades trivializable locales tendrían que ser los intertwiners de G-acciones también. 
Si, además, actúa G libremente, transitivamente y continuamente sobre cada fibra, entonces llamamos al fibrado fibrado principal. Un ejemplo de un fibrado principal que ocurre naturalmente en geometría es el fibrado de todas las bases de los espacios tangentes a una variedad, con G grupo general lineal; la restricción en geometría de Riemann a las bases ortonormales, limitaría G al grupo ortogonal. Vea vierbein para más detalles. 
Hacer G explícito es esencial para las operaciones de crear un fibrado asociado, y hacer precisa la reducción del grupo estructural de un fibrado.

## Aplicaciones
El lenguaje de la teoría de fibrados permite la expresión de situaciones físicas en términos matemáticos. Una instancia de ello son las teorías gauge donde los fibrados principales codifican las nociones físicas de simetrías, potenciales y fuerza en términos del grupo de estructura, las conexiones y la curvatura.